# Felis lybica
Il gatto selvatico afroasiatico (Felis lybica Forster, 1780) è una specie della famiglia dei Felidi presente, con tre distinte sottospecie, in Africa, Asia occidentale, Asia centrale e India.
I rappresentanti di Felis lybica erano considerati sottospecie del gatto selvatico (Felis silvestris) fino ad una revisione della classificazione effettuata nel 2017, a seguito della quale è stato assegnato loro lo status di specie a sé.

## Descrizione
Il gatto selvatico afroasiatico è un felino dalla struttura slanciata e dalla pelliccia color sabbia (da beige a grigio o rossastro). Gli esemplari che vivono nelle regioni aride sono generalmente di colore più chiaro e meno striati o macchiati rispetto a quelli delle regioni più umide. I maschi presentano una lunghezza testa-corpo di 46-74 cm, hanno una coda lunga 25-36,8 cm e pesano 2-6,2 kg. Le femmine sono in genere leggermente più piccole e leggere dei maschi, con una lunghezza testa-corpo di 40,6-62 cm, una coda di 22-35,5 cm e un peso di 2-5,5 kg.
Il gatto selvatico afroasiatico differisce da quello europeo (Felis silvestris) per il mantello più corto e la morfologia del cranio. Il muso è proporzionalmente più stretto, le file dei molari sono più lunghe e i molari sono più grandi.
Tutte e tre le sottospecie assomigliano per aspetto e forma ai gatti domestici a pelo corto. In questi ultimi, tuttavia, il dorso delle orecchie è solitamente grigio scuro o nerastro con al massimo una debole sfumatura rossastra alla base, mentre è di colore bruno-rossastro nei gatti selvatici africani e giallastro o color cachi in quelli asiatici. Inoltre, il gatto selvatico afroasiatico ha zampe più lunghe dei gatti domestici.

## Biologia

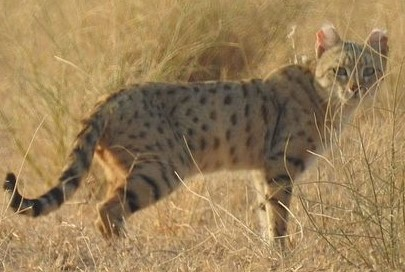
Un gatto selvatico asiatico nel Rajasthan.

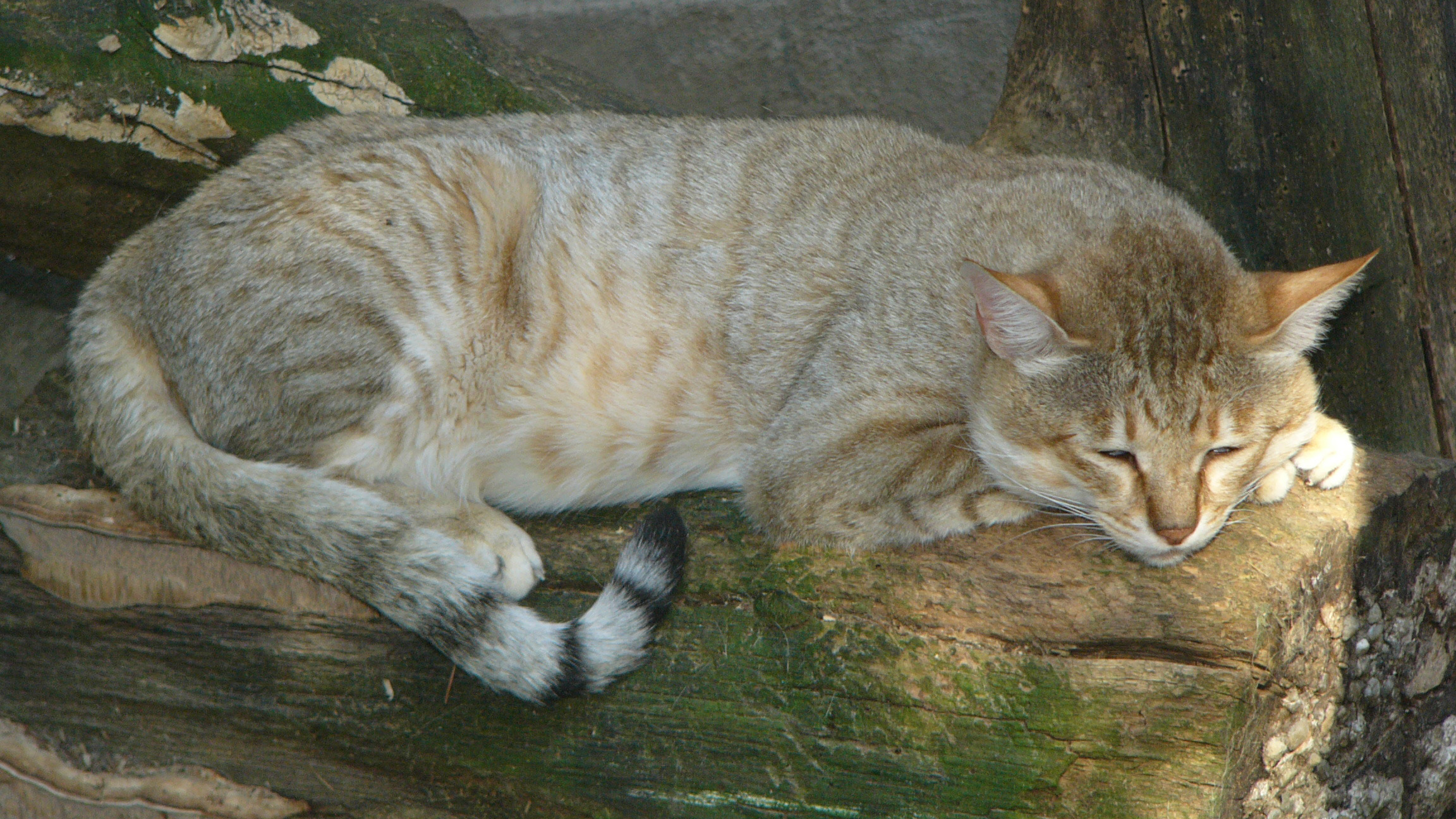
Un gatto fulvo nell'Oman nord-occidentale (al-Batina Nord).

Occupando un areale tanto ampio, che si estende su due continenti, il gatto selvatico afroasiatico è presente in habitat molto diversi. È generalmente assente nelle aree in cui le precipitazioni annuali sono inferiori a 100 mm, fatta eccezione per le regioni aride nelle immediate vicinanze di uno specchio d'acqua. Inoltre, l'habitat deve offrire una copertura adeguata sotto forma di arbusti, grandi ciuffi d'erba, rocce o persino piante coltivate. La copertura è necessaria sia per avvicinarsi di soppiatto alla preda, che per nascondersi dai predatori più grandi. È notturno e caccia principalmente a terra, sebbene talvolta catturi le sue prede sugli alberi. I roditori costituiscono la stragrande maggioranza della dieta, ma vengono predati anche insetti e altri artropodi, piccoli rettili come scinchi, lucertole e serpenti, piccoli uccelli e mammiferi un po' più grandi come conigli, lepri, giovani antilopi e agnelli. Il limite massimo delle dimensioni della preda sembra aggirarsi sui tre-quattro chilogrammi.
Il gatto selvatico afroasiatico è solitario e territoriale: i maschi occupano territori notevolmente più grandi rispetto alle femmine. I confini dei territori di entrambi i sessi vengono marcati con l'urina. Le vocalizzazioni sono identiche a quelle del gatto domestico. Il periodo di gestazione va dai 56 ai 65 giorni, trascorsi i quali nascono da uno a cinque piccoli per figliata, che nascono con gli occhi chiusi e con un peso di 80-120 grammi. Le nascite avvengono solitamente in una tana sotterranea, una piccola caverna, una fessura tra le rocce o in qualche altro nascondiglio. In cattività il gatto selvatico afroasiatico può riprodursi anche due volte all'anno e raggiungere un'età massima di 15 anni.

## Tassonomia
Secondo una revisione della classificazione dei felidi pubblicata nel 2017 dal Cat Specialist Group della IUCN, il gatto selvatico afroasiatico si suddivide in tre sottospecie:
- F. l. lybica Forster, 1780, il gatto fulvo o gatto selvatico africano, presente in Africa settentrionale, occidentale e nord-orientale, nella penisola arabica, nelle aree adiacenti dell'Asia sud-occidentale e su alcune isole del Mediterraneo;

- F. l. cafra Desmarest, 1822, il gatto selvatico sudafricano, presente in Africa a sud del bacino del Congo. L'esatto confine tra gli areali del gatto fulvo e di questa sottospecie è sconosciuto;

- F. l. ornata, il gatto selvatico asiatico, diffuso in Iran, India occidentale e Asia centrale fino alla Cina nord-occidentale e alla Mongolia.

Tutte e tre queste sottospecie venivano originariamente assegnate al gatto selvatico (Felis sylvestris). Tuttavia, in quanto il gatto selvatico europeo è stato riconosciuto come specie indipendente a seguito della revisione della classificazione dei felidi, Felis lybica è diventato il nome scientifico per indicare la specie cui appartengono queste tre sottospecie. Il nome Felis lybica venne introdotto nel 1780 dal naturalista tedesco Georg Forster in un commento alla Storia naturale del naturalista francese Georges-Louis Leclerc de Buffon.